# Горненски град
Горненски град е сред забележителните крепости на България от римско време, която е била почти напълно разрушена.
Запазените останки от стени са всъщност от Средновековието. Достигат височина до 3 метра. Те са ограждали площ от 18 000 m². Крепостта е построена предеимно за военни цели и е използвана за охраняване на прохода от римляните. Прекратява съществуването си в първите години на османската власт.
Намира се на левия бряг на Мъглижката река, северно от град Мъглиж. До крепостта се стига по пътя за село Селце, на около 17 километра от центъра на Мъглиж. От нея се открива чудесна гледка към старата част на града.